# Pantelejmon Kuliš
Pantelejmon Olexandrovyč Kuliš (ukrajinsky Пантелеймо́н Олекса́ндрович Кулі́ш; 7. srpna 1819, Voroniž – 14. února 1897 Motronivka) byl ukrajinský spisovatel, překladatel, etnograf, folklorista, jazykovědec, literární kritik publicista a filosof.
S Ivanem Nečujem-Levyckým a Ivanem Pulujem se podílel na překladu bible do ukrajinštiny. Překládal rovněž Shakespearova dramata a jiná díla světové literatury do ukrajinštiny.

## Život
Jeho manželkou byla Hanna Barvinok; jejch svatby se zúčastnil Taras Ševčenko. Byl členem Cyrilometodějské společnosti.  Po rozpuštění této společnosti byl zatčen a poslán do vyhnanství do Tuly. . Od roku 1854  manželé Kulišovi žili v Petrohradě. V roce 1883 se manželé Kulišovi usadili v Motronivce,  nyní součást obce Olenivka (Nižynský rajón).
Je pohřben v Motronivce.

## Z díla
- Michajlo Čarnyšenko (Михайло Чарнышенко, 1843), originál napsal Kuliš rusky; roku 1847 vyšel český překlad pod názvem Michal Černyšenko, aneb, Malá Rus před osmdesáti lety od Kristiána Stefana (on-line zde).
- Čorna rada (Чорна рада, čes. Černá rada, 1857)[1] – první ukrajinský historický román (jeho děj se odehrává v 17. století)

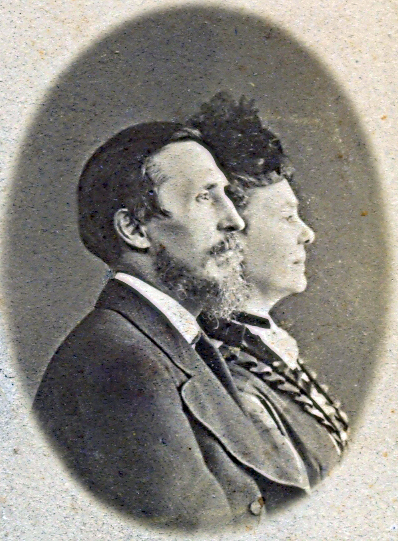
Pantelejmon Kuliš s manželkou, v roce 1877